# The Adventures of Peter Rabbit & Benjamin Bunny
The Adventures of Peter Rabbit & Benjamin Bunny (tạm dịch: Cuộc phiêu lưu của Thỏ Peter & Thỏ Benjamin) là trò chơi điện tử tương tác dạng sách truyện dành cho trẻ em được hãng Mindscape phát triển và phát hành cho hệ điều hành Windows và Macintosh vào năm 1996, có liên kết với nhà xuất bản Beatrix Potter là Frederick Warne & Co.
Game khuyến khích chơi thông qua các điểm truy cập tương tác.
Tạp chí Coming Soon coi đây là một trong những cuốn truyện tương tác tốt nhất từng được tạo ra. PC Mag cảm thấy nó cung cấp một "lời giới thiệu tuyệt vời" về vũ trụ Thỏ Peter. The Advocate-Messenger ca ngợi "hoạt hình chất lượng màu nước tuyệt đẹp". Standard Speaker lưu ý rằng mọi thứ đều được "chuyển tải trung thực" từ nguồn tài liệu.